# Каньон Янги-Кала
Каньон Янги-Кала (туркм. Ýangy-gala; «огненная крепость») — каньон в Туркменистане, одна из достопримечательностей страны.

## Расположение
Находится в Балканском велаяте, в 160 км к востоку от города Туркменбашы и в 165 км к северу от г. Балканабад.

## Описание
По мнению ученых, дно каньона в глубокой древности когда-то заливал Кара-Богаз-Гол. В цвете пород каньона преобладает красный, поэтому местные жители именует его «Гызыл даг» (Красные горы). Скалы каньона достигают высоты от 60 м до 100 м. Каньон стал популярной труистической достопримечательностью.